# 馬卡里夫卡 (奧布希夫區)
50°1′16″N 30°41′25″E / 50.02111°N 30.69028°E
馬卡里夫卡（烏克蘭語：Макарівка）是位於烏克蘭北部的村莊，由基辅州奧布希夫區的奧布希夫市鎮負責管轄。該村始建於1922年，面積0.67平方公里，海拔高度186米，2001年人口76，人口密度每平方公里113.4人。